# Ордынский тупик
Орды́нский тупик — тупик в центре Москвы. Расположен между улицей Большая Ордынка и Лаврушинским переулком.

## Происхождение названия
В XVII веке тупик был переулком, сообщавшимся с Николаевской и Воскресенской улицами (теперь — Большой Толмачёвский переулок и Первый Кадашёвский переулок соответственно) и был известен как Перепёлкин по Перепёлкиной улице (как тогда называлась Большая Ордынка, в то время бывшая внутрислободской, второстепенной улицей).
В середине XIX века назывался Тупой переулок а также Климентовский тупик (по Климентовскому переулку, продолжением которого он служит). Назван Ордынским во второй половине XIX века по улице Большая Ордынка, к которой примыкает.

## История
Тупик возник в XVII веке.
В Генеральном плане реконструкции Москвы (1935) была заложена идея продолжения Бульварного кольца в Замоскворечье, трасса которого должна была пройти в том числе по Ордынскому тупику. В рамках реализации этой идеи в Замоскворечье была снесена часть исторической застройки и возведены новые здания по линиям проектируемого продолжения Бульварного кольца. Одним из таких зданий стал построенный по проекту И. Н. Николаева «Дом писателей» (Лаврушинский переулок, 17), поставленный по новым красным линиям Ордынского тупика.
В 2000 году в конце тупика был разбит сквер, где установлен бюст писателя Ивана Шмелёва скульптора Л. Лузановской. В 2006 году тупик стал пешеходным.

## Примечательные здания и сооружения

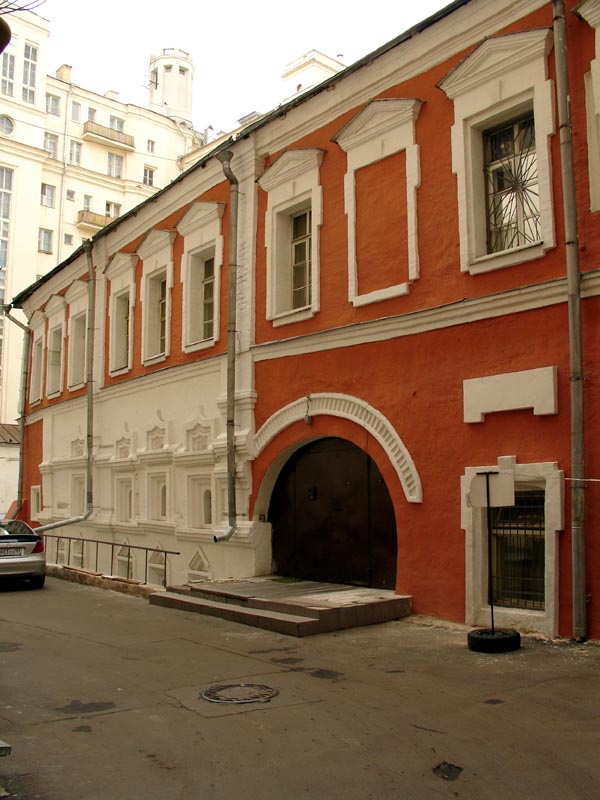
№ 5а — палаты Титовых, XVII—XVIII вв.

### По нечётной стороне
- № 5а, палаты Титовых (Стрелецкие палаты) — здание XVII—XVIII веков постройки. Сейчас это здание оказалось во дворе дома и теперь имеет адрес Лаврушинский пер. дом 17 стр. 1

### По чётной стороне
- № 4 — доходный дом Королёва, 1905 г. Был снесён в 2015-м году ради строительства элитного жк от компании «Баркли»[5][6].

- № 6, стр. 1 — доходный дом Кузнецова. Здание 1914 года постройки, было снесено в 2015-м[6] вместе с соседним домом № 4 для проекта корпорации «Баркли»[7].

В Ордынский тупик по его чётной стороне выходит также задняя стена Кадашёвских бань (в настоящее время — жилой дом).